# Peatîhorî, Tetiiv
Peatîhorî (în ucraineană П`ятигори) este localitatea de reședință a comunei Peatîhorî din raionul Tetiiv, regiunea Kiev, Ucraina.

## Demografie
Componența lingvistică a localității Peatîhorî
     Ucraineană (98,12%)
     Rusă (1,59%)
     Alte limbi (0,05%)
Conform recensământului din 2001, majoritatea populației localității Peatîhorî era vorbitoare de ucraineană (98,12%), existând în minoritate și vorbitori de rusă (1,59%).